# Kromme Mijdrecht (buurtschap)
Kromme Mijdrecht  is een buurtschap behorende tot de Nederlandse gemeente De Ronde Venen, in de provincie Utrecht. Het ligt aan rivier de Kromme Mijdrecht tussen Uithoorn en De Hoef. Het wordt tegenwoordig beschouwd als deel van de woonplaats De Hoef.
Dorpen: Abcoude · Amstelhoek · Baambrugge · De Hoef · Mijdrecht · Vinkeveen · Waverveen · Wilnis

Buurtschappen: Aan de Zuwe · Achterbos · Baambrugse Zuwe · Botshol · Demmerik · Donkereind · Geer · Gemaal · Groenlandsekade · Kromme Mijdrecht · Mennonietenbuurt · Nessersluis · Stokkelaarsbrug · Vinkenkade

Utrecht · Plaatsen in de provincie      Nederland · Provincies · Gemeenten